# Inokuma Gen’ichirō

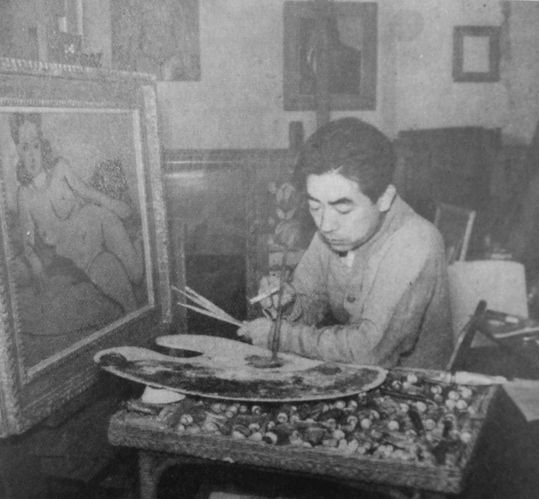
Inokuma 1948

Inokuma Gen’ichirō (japanisch 猪熊 弦一郎; geb. 14. Dezember 1902 in Takayama in der Präfektur Kagawa; gest. 17. Mai 1993) war ein japanischer Maler der Yōga-Richtung in der Shōwa-Zeit.

## Leben und Werk
Inokuma Gen’ichirō machte 1921 seinen Abschluss an der Mittelschule von Marugame und ging dann nach Tokio, um Malerei im westlichen Stil – Yōga – an einer privaten Kunstschule, dem Hongō Yōga kenkyūjo (本郷洋画研究所) zu studieren. Im folgenden Jahr bildete er sich unter Fujishima Takeji weiter. 1926 wurde sein Bild „Portrait einer Frau“ (婦人図 Fujin-zu) auf der 6. Teiten-Ausstellung angenommen. Im selben Jahr ging es ihm gesundheitlich schlecht, so dass er die Schule verließ.
1929 erhielt Inokuma eine Auszeichnung auf der 16. Kōfū-kai-Ausstellung und auch auf der 10. Teiten-Ausstellung wurde sein Bild „Sitzende Darstellung“ (座像 Zazō) lobend besprochen. Auch auf der 14. Teiten-Ausstellung 1933 erregte er Aufmerksamkeit mit „Studio“ (画室 Gashitsu).
1935 organisierte er, zusammen mit einigen Gegnern der Shin-Bunten-Ausstellung, die „Zweite Zweigvereinigung“ (第二部会, Dai-ni bukai). Er verließ diese aber im folgenden Jahr, als Mitglieder auch auf der Shin-Bunten ausstellten. Er gründete daraufhin, zusammen mit Koiso Ryōhei, Wakita Kazu und anderen, die „Neue kreative Vereinigung“ (新制作協会 Shin seisaku kyōkai), nachdem er die Kōfū-kai verlassen hatte. 1936 nahm er an dem Kunstwettbewerb anlässlich der Olympischen Spiele in Berlin mit dem Werk „Schießen“ teil. Sein Beitrag wurde jedoch nicht prämiert.
Von 1938 bis 1939 hielt er sich in Frankreich auf, stellte im Salon des Indépendants aus und besuchte Henri Matisse.
1940 konnte er noch mit dem letzten Schiff, der Hakusan-maru (白山丸), nach Japan zurückkehren. Im Pazifikkrieg wurde er 1941 als Kunstexperte nach China entsandt, war 1942 auf den Philippinen, 1943 hielt er sich in Birma auf. 1944 malte er das Kriegsbild „Bau der Eisenbahnstrecke X“ (◯◯方面鉄道建設 X-Hōmen tetsudō kensetsu).
1947 zeigte Inokuma Arbeiten auf der ersten Ausstellung des „Kunstvereinigungsverbands“ (美術団体連合 Bijutsu dantai rengō) und dann auch auf den folgenden Ausstellungen.
1951 erhielt er den Großen Kunstpreis der Zeitung Mainichi Shimbun und stellte im selben Jahr auf der Biennale von São Paulo aus. 1952 konnte er das Bild „Katze und Blume“ (猫と花 Neko to hana) auf der „Carnegie International Exhibition“ in Pittsburgh zeigen. Danach stellte er regelmäßig bei internationalen Ausstellungen aus.
1955 ging Inokuma nach Amerika und arbeitete in der Willard Gallery in New York. Er kehrte 1965 nach Japan zurück, ging dann im folgenden Jahr noch einmal in die USA, und zwar bis 1975.
1989 schenkte er 1000 seiner Arbeiten der Stadt Marugame, die dafür das „Marugame Genichiro-Inokuma Museum of Contemporary Art“ baute, das 1991 eröffnet werden konnte.
Repräsentative Werke sind „Eingang A“ (1964), „Wallstreet“ (1965) und „Highway Green“ (ハイウェイ・グリーン Haiwei gurīn; 1967).

## Bilder

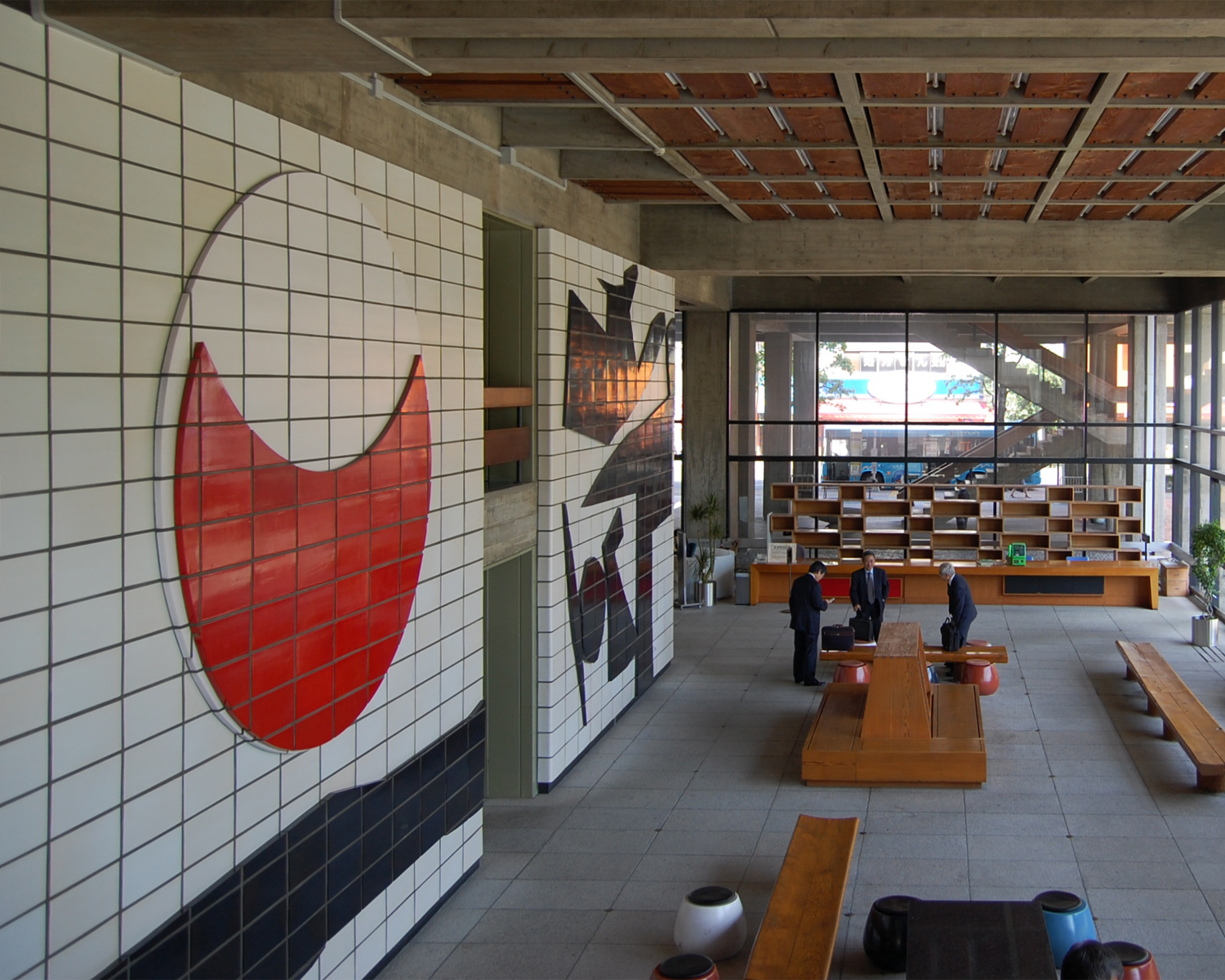
Wandbild
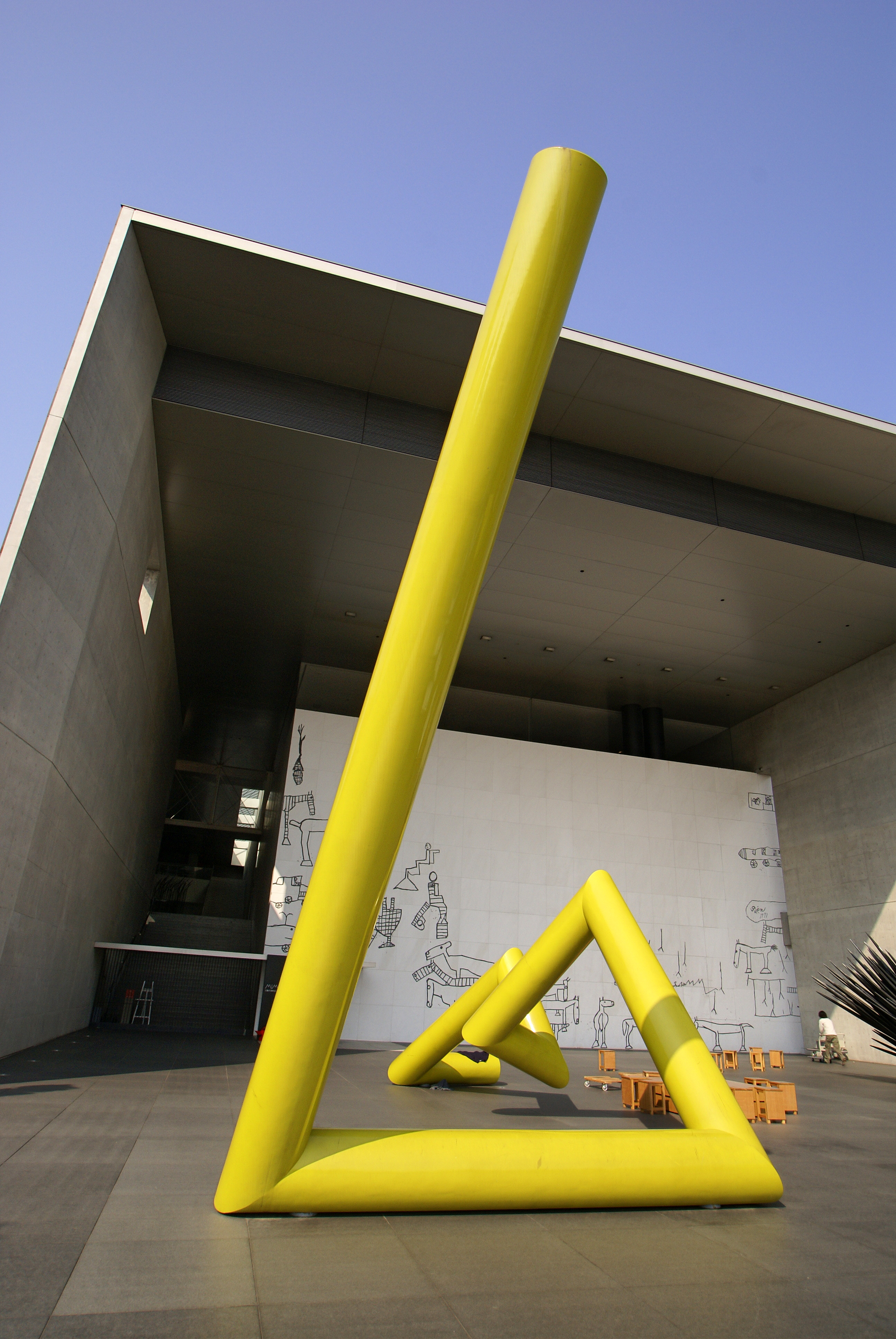
Plastik

- Wandbild[1]
- Plastik[2]